# マックス・マローワン

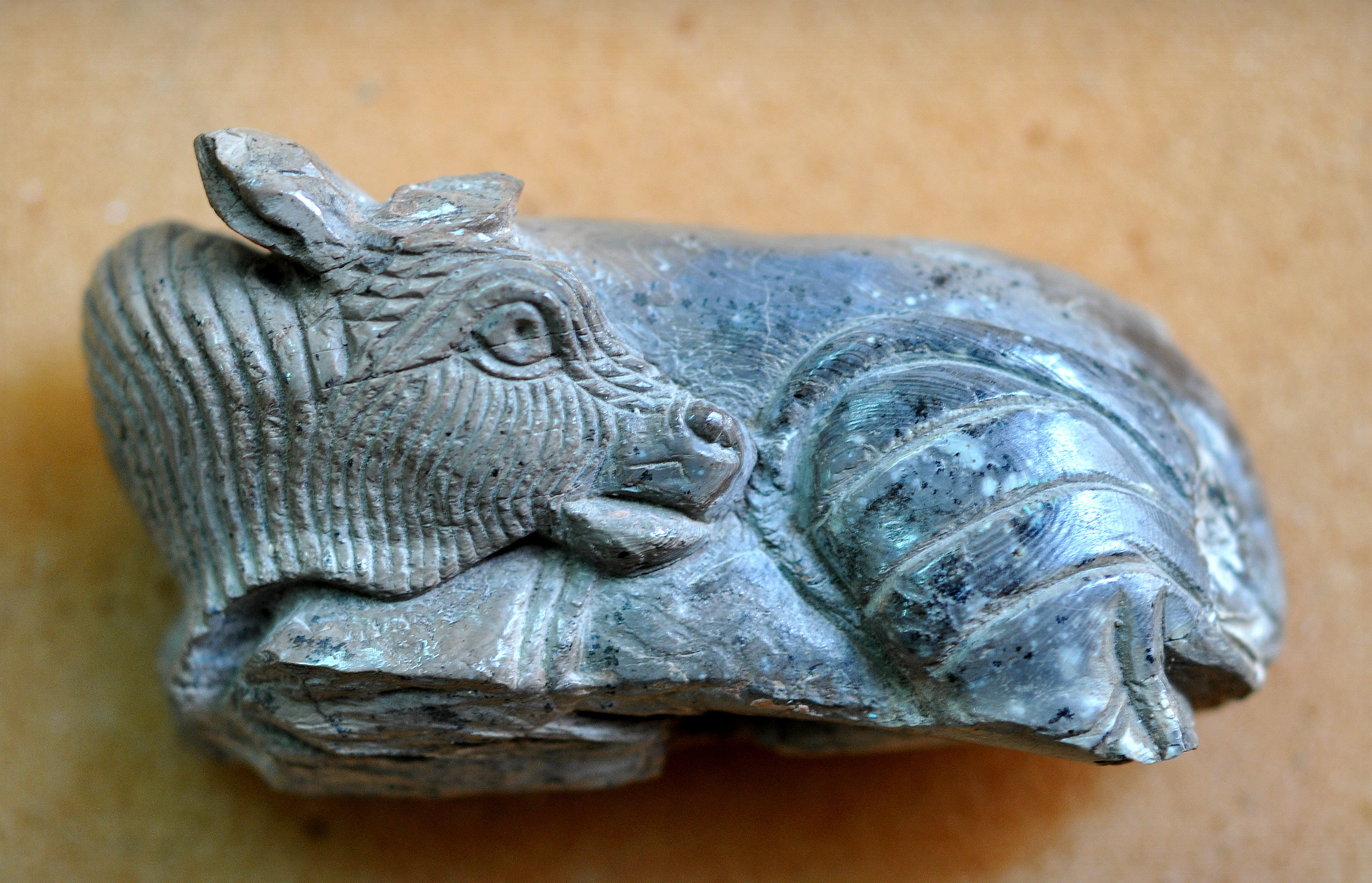
マックス・マローワンが発見したニムルドの象牙製品の1つ。イラク、スレイマニヤ博物館所蔵。

サー・マックス・エドガー・ルシアン・マローワン（マロワン、マローアン、Sir Max Edgar Lucien Mallowan [ˈmæloʊən], CBE、1904年5月6日 - 1978年8月19日）は、イギリスの考古学者で、特に古代中東史を専門とする。また、アガサ・クリスティの2番目の夫でもある。

## 生涯
出生から修学期
エドガー・マローワン (Edgar Mallowan) として、1904年5月6日、ロンドンのワンズワースで生まれた。ボーディング・スクールであるランシング・カレッジで学び、同校ではイーヴリン・ウォーと同期生であった。その後オックスフォード大学ニュー・カレッジに進学し、古典学を学んだ。
中東で考古学者として
メソポタミア文明の首都と見なされていたウルの発掘現場（1925年 - 1931年）で、レオナード・ウーリーの弟子として働いた。その発掘現場で1930年、アガサ・クリスティに初めて会い、同年中に結婚している。1932年、Reginald Campbell Thompson と共にニネヴェの現場で働いた後、大英博物館と British School of Archaeology in Iraq が共同で企画した一連の調査で現場監督を務めた。発掘した場所としては、Tell Arpachiyah の先史時代の村、シリアのハブール川流域にあるチャガル・バザールやテル・ブラクがある。バリフ川流域の考古遺跡の発掘も初めて行った。
第二次世界大戦が勃発すると、英国空軍志願予備軍に入隊して北アフリカに行き、1943年の一時期には古代都市サブラタを基地とした。1941年2月11日には少尉、1941年8月18日には中尉、1943年4月1日には大尉となった。その後中佐となり、1954年2月10日に退役する際、その階級を保持することを許された。
第二次世界大戦後
戦後の1947年、ロンドン大学の西アジア考古学の教授となり、1962年にはオール・ソウルズ・カレッジ (オックスフォード大学)のフェローとなった。同じく1947年から1961年まで、British School of Archaeology in Iraq の理事を務め、かつてオースティン・ヘンリー・レヤードが発掘したニムルドの調査を再開し、Nimrud and its Remains を出版した（2巻、1966年）。
マローワンはそれまでの仕事の集大成として Twenty-five Years of Mesopotamian Discovery（1956年）を出版し、妻のアガサ・クリスティはシリアでのマローワンの仕事について Come, Tell Me How You Live（1946年）を出版した。
1976年にアガサ・クリスティが亡くなると、マローワンは翌年、長年の愛人だったバーバラ・ヘイスティングス・パーカーと結婚した。彼女は考古学者であり、British School of Archaeology in Iraq で彼の秘書を務め、ニムルドでも助手を務めていた。
1960年、女王の誕生日の記念としてマローワンはCBEを授与され、1968年にはナイトに叙された。74歳のときオックスフォードシャーのウォリングフォードで1978年8月19日に死去。妻のバーバラ・マローワンは1993年、85歳で同地で亡くなった。

## 著作
日本語訳された著書
- 『メソポタミアとイラン』(世界古代史双書 1) 杉勇訳、創元社